# Mimmo Rotella

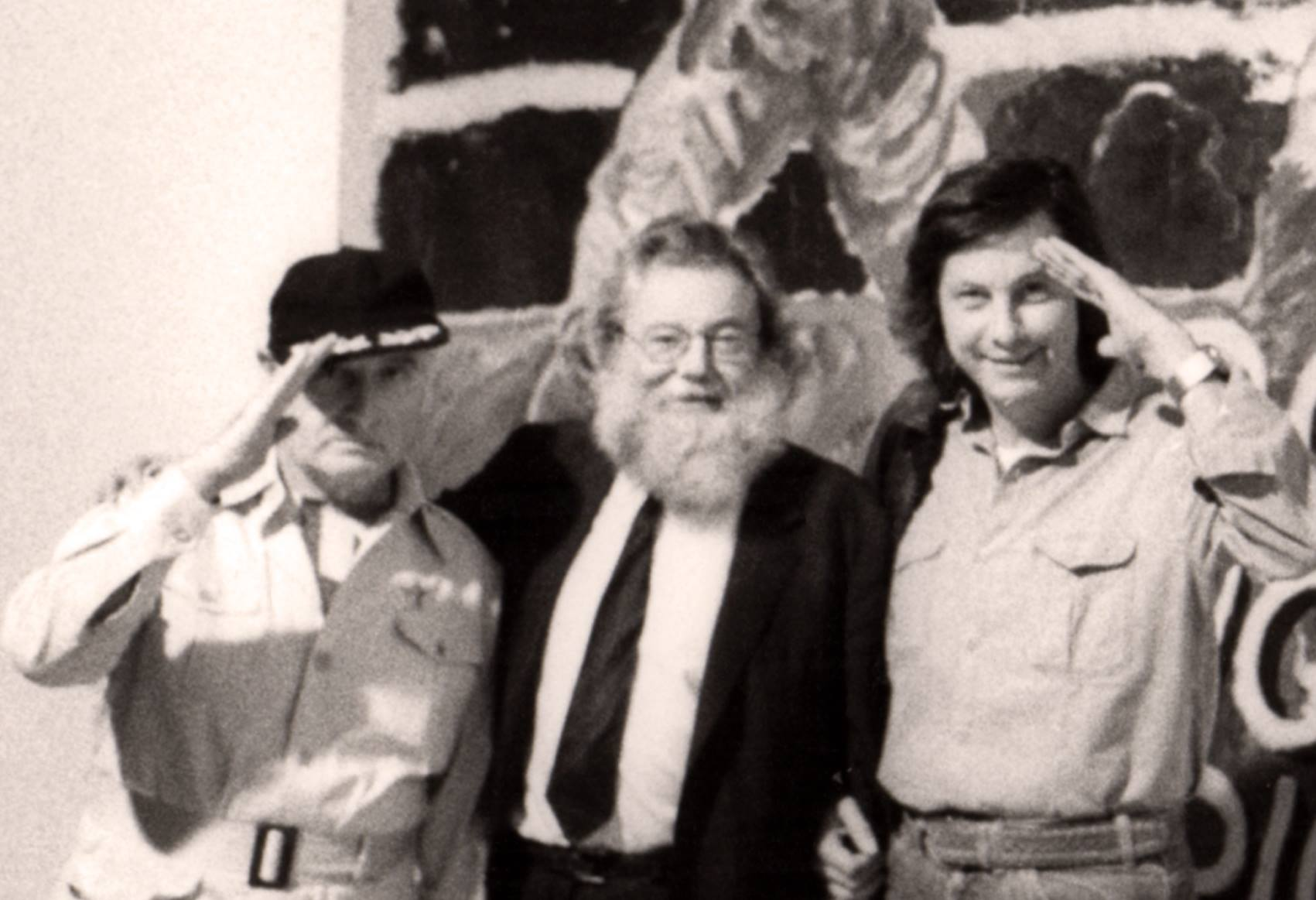
Mimmo Rotella mit Pierre Restany und Filippo Panseca

Mimmo Rotella (* 7. Oktober 1918 in Catanzaro als Domenico Rotella; † 9. Januar 2006 in Mailand) war ein italienischer Künstler.

## Leben
Nach dem Besuch der Oberschule studierte Mimmo Rotella an der Kunstakademie Neapel. Das Studium war von 1941 an wegen einer Tätigkeit für das Post- und Fernmeldeministerium in Rom sowie durch den Militärdienst bis 1944 unterbrochen. Rotella schloss das Kunststudium 1944 ab und zog 1945 nach Rom. 

In den Jahren 1951/1952 lebte er aufgrund eines Fulbright-Stipendiums in Kansas City, wo er Wandgemälde herstellte und phonetische Gedichte aufnahm. Während seines USA-Aufenthaltes lernte er die Werke der damals aktuellen amerikanischen Künstler wie Claes Oldenburg, Jackson Pollock, Robert Rauschenberg und anderen kennen. 

1961 trat er der Gruppe des Nouveau Réalisme in Paris bei, die von Pierre Restany geleitet wurde. 1964 zog er nach Paris und 1980 nach Mailand, wo er bis zu seinem Tod lebte und arbeitete. 1989 hielt er sich auf Einladung des Deutschen Akademischen Austauschdienstes (DAAD) in Berlin auf. 

1991 heiratete Rotella die Russin Inna Agarounova. 1993 wurde die gemeinsame Tochter Asya geboren.
2006 starb Mimmo Rotella am 9. Januar in seinem Haus in Mailand an einer Lungenentzündung.

## Werk
Nach seinem Kunststudium begann Mimmo Rotella mit gegenständlichen Gemälden und experimentierte bald mit expressiven abstrakten Bildern. 1949 wandte sich Rotella der Schöpfung phonetischer Gedichte zu, die er „epostaltici“ nannte. 1951 entstanden Rotellas erste Kontakte nach Frankreich und er stellte im „Salon des Realistes Nouvelles“ in Paris aus.
1953 entdeckte er den ästhetischen Reiz abgerissener Plakate. Von da an arbeitete er mit diesem Medium (MANIFESTI LACERATI). Diese Plakatabrisse, Decollagen, stehen in der Tradition der Kubisten, aber auch eines Kurt Schwitters und machen den Kern seines künstlerischen Schaffens aus. Der Plakatabriss kann in dieser Form als Rotellas ‚Erfindung’ angesehen werden. Angeregt durch Rotellas Praxis benutzt auch andere Künstler dieses Verfahren (z. B. Dufrêne oder Hains). Auch der frühe Wolf Vostell war von dieser künstlerischen Haltung beeinflusst. 

Er kreiert so aus Versatzstücken des städtischen Alltags, der Werbung, eine europäische Gegenposition zur amerikanischen Pop-Art und war dieser dennoch sehr nahe. Übertrug Rotella anfangs Plakate bzw. Plakatschichten von Werbetafeln auf die Leinwand („Doppelte Décollage“), riss Abschnitte ab und übermalte sie teilweise, ging er später dazu über, Plakatrückseiten auf die Leinwand zu kleben, womit er neuartige abstrakte Effekte erreichte. Er verwendete neben Plakaten oft auch Teile der metallenen oder hölzernen Unterlagen von Plakatwänden im öffentlichen Raum. Rotella variierte seine Methode vielfältig, benutzte ganz unterschiedliche Materialien (bis hin zur Flugzeugtragfläche) und oft übermalte er seine Werke auch. Schon 1958 schuf Mimmo Rotella Bilder aus Filmplakaten (Serie Cinecittà). Dies Auseinandersetzung mit den Ikonen des Films begleiteten ihn bis in sein letztes Lebensjahr. 2005 noch schuf er eine Serie aus zwölf Werken mit Porträts von Marilyn Monroe.
Mit seinem Anschluss an die Gruppe des Nouveau Réalisme in Paris lernte Rotella die lebendige Kunstszene des Frankreich der 1950er Jahre kennen, aber auch der Abstrakte Expressionismus amerikanischer Prägung sowie die Informelle Malerei beeinflussten seinen weiteren künstlerischen Werdegang. So schuf er bald nicht mehr allein Plakatabrisse, sondern auch Assemblagen mit Alltagsgegenständen wie Getränkeverschlusskappen, Seilen, Kordel usw. Gegen Ende der 1960er Jahre wandte sich Rotella typografischen Werken zu´(Artypo-Arbeiten), um in den frühen 1970ern Anzeigen in Zeitschriften zu bearbeiten. Parallel beschäftigte sich Rotella weiterhin mit phonetischen Gedichten, so dass 1976 seine erste italienische Schallplatte erscheinen konnte. Hatte er in den 1970ern Plakate aufgerollt und in Plexiglaswürfel eingeschlossen, begann er in den 1980er Jahren damit Plakate mit neutralem Papier zu überkleben (wie zur Vorbereitung auf ein neues Plakat). Beeinflusst von Graffiti riss er außerdem Plakate ab, klebte sie auf Leinwand, und beschrieb sie mit Zeichen und Sprüchen.

## Ausstellungen (Auswahl)
- 1951: Galleria Chiurazzi, Rom, Italien
- 1964: Biennale von Venedig, Italien
- 1986: Universität Havanna, Kuba
- 1990: Centre Pompidou, Paris, Frankreich
- 2015: Poesie der Großstadt. Die Affichisten. Schirn Kunsthalle, Frankfurt/Main

## Auszeichnungen
- 1956: Auszeichnung Graziano, Italien
- 1957: Auszeichnung Battistoni e della Pubblica Istruzione, Italien
- 1992: Officiel des arts et des Lettres, Frankreich
- 1994: Guggenheim-Museum, New York, USA